# The Wave (rotsformatie)

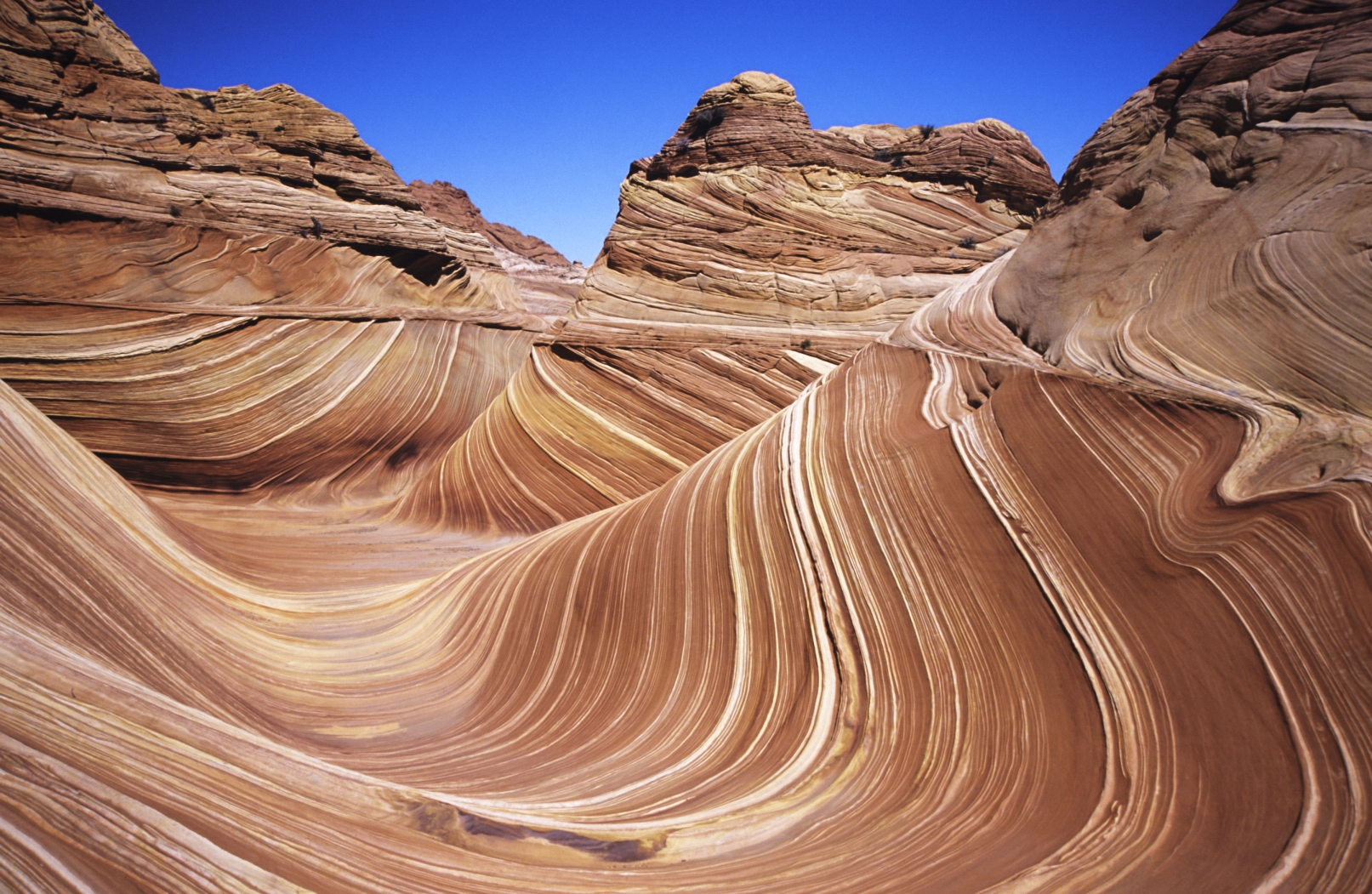
The Wave

The Wave is een ontsluiting van zandsteen in de Amerikaanse staat Arizona, aan de grens met Utah. De veel gefotografeerde zandsteenontsluiting ligt op het Coloradoplateau. Omwille van de kwetsbaarheid is het dagelijks aantal toegestane bezoekers beperkt.

## Geologie
The Wave bestaat uit verschillende U-vormige valleien die zijn geërodeerd door de wind. De grootste vallei is 19 meter breed en 36 meter lang. Het gesteente is Navajo-zandsteen. Dit gesteente uit het Jura komt van gebergte in het westen waarna het door de wind naar deze streken is gebracht. Toen was het klimaat zeer droog en was er in dit gebied een woestijn.